# Muscicapa griseisticta

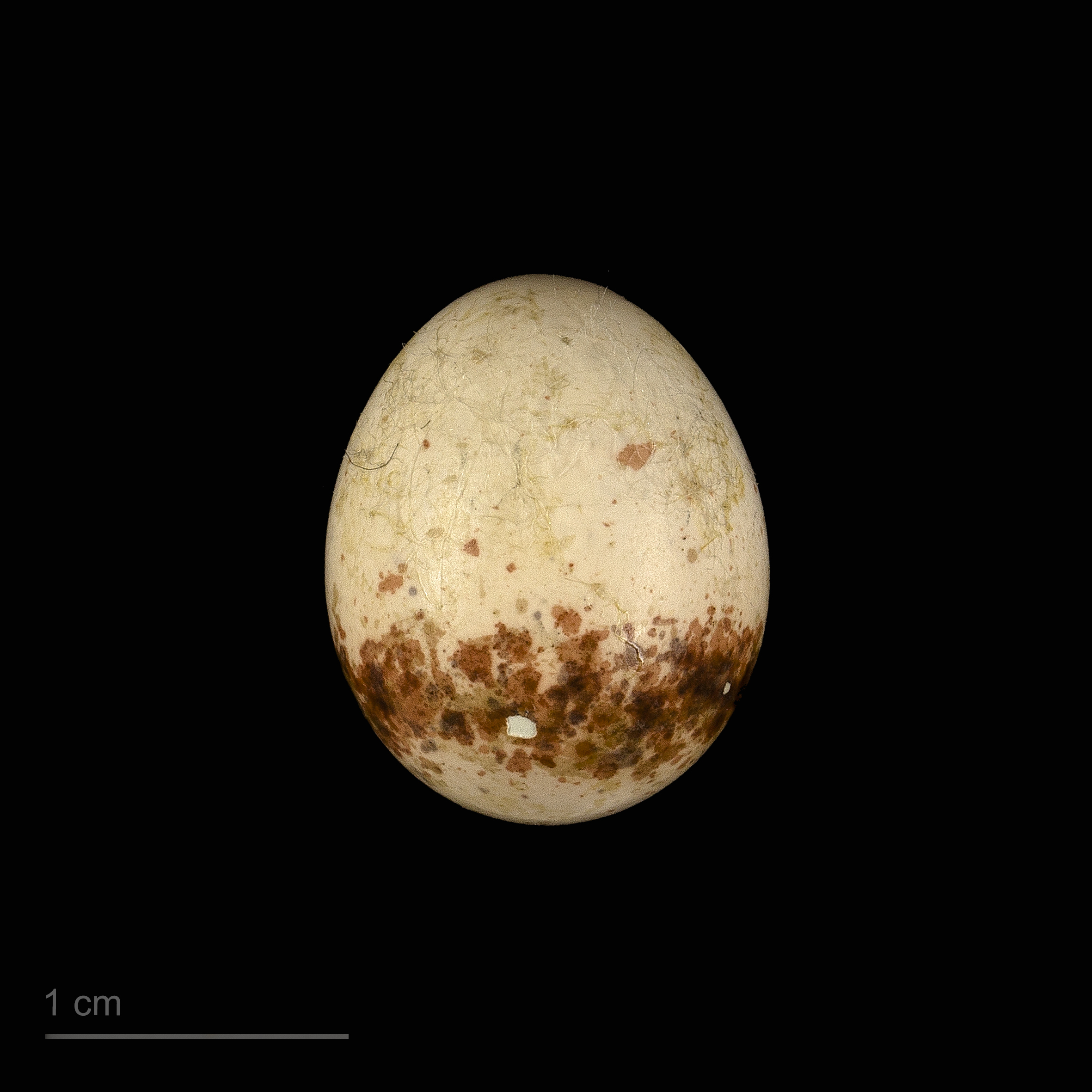
Muscicapa griseisticta

Muscicapa griseisticta là một loài chim trong họ Muscicapidae.